# Lars Greve
Lars Greve (født 1983) er en dansk komponist, træblæser. og stifter af den moderne kulturinstitution Resonerende Rum
Han har spillet med en række musikere og bands som Girls in Airports, Maria Faust, Aske Zidore, Jeppe Zeeberg og Kresten Osgood, Sven-Åke Johansson, Zeena Parkins, Iceage og Bon Iver. Greve har desuden lavet en række tværdisciplinære værker med kunstnere som Ingvar Cronhammar, Fryd Frydendahl, Annisette Koppel, Tina Tarpgaard og Andreas Johnsen.
Greve er opvokset i Husby i Vestjylland og har som uddannelse gået på Ringkjøbing Gymnasium, Holstebro MGK og Rytmisk Musikkonservatorium i København. Herfra blev han solistuddannet i 2013 og afsluttede i 2021 det kunstneriske forskningsprojekt "Rooms of Resonance".
Han har modtaget en række nomineringer og priser og blev i 2021 udpeget som "specialensemble" af Statens Kunstfond med Resonerende Rum.